# Thøger Birkeland
Thøger Birkeland, född 20 mars 1922, död 6 april 2011, var en dansk lärare och författare.
Från sin debut 1958 skrev Birkeland ett flertal böcker för barn och ungdomar. Han anses vara en förnyare av vardagsrealismen i dansk barnlitteratur.